# George Patton
General George Smith Patton Junior (11. studenog 1885. – 21. prosinca 1945.), vodeći američki general u Drugom svjetskom ratu. U svojoj četrdesetšestogodišnjoj vojnoj karijeri zapovijedao je u mnogim bitkama u Prvom i u Drugom svjetskom ratu. Povijest ga pamti kao briljantnog vojnog vođu, na mahove nestabilnog i neposlušnog. Povijest ga osim navedenih odlika pamti i po nadimku "Stara Krvopija" koji je stekao zbog svog autokratskog ponašanja.

## Životopis
Rodio se u mjestu San Gabriel, Kalifornija. Potječe iz duge loze vojnika koji su se borili u mnogim američkim ratovima. Otac mu je bio prvi gradonačelnik grada San Marino, Kalifornija, a obnašao je i niz drugih dužnosti. 
S akademije West Point diplomira 1909. godine. Na koledžu je studirao klasičnu književnost i vojnu povijest. Probleme u školovanju stvarala mu je disleksija. Nakon diplome vjenčao se Beatrice Banning Ayer s kojom je imao troje djece. Godine 1912. predstavlja SAD na OI. u Stockholmu i to u petoboju gdje završava na 5. mjestu. 
Njegov prvi vojni angažman bio je 1916. u potrazi za meksičkim revolucionarom Panchom Villom koji je iste godine napao grad Columbus u Novom Meksiku. Prvi svjetski rat završio je s činom satnika. Za operaciju Meuse- Argonne dobio je čin pukovnika i 2 ordena. Pa svom dolasku u Washington upoznaje generala Eisenhowera i sprijateljuje se s njim. U srpnju 1932. služio je pod MacArthurom, kao bojnik. 
S činom brigadnog generala dobio je i svoju brigadu. Kada je ta brigada prerasla u diviziju, dobio je čin general-bojnika. Jedan od njegovih najuspješnijih pothvata u II. svjetskom ratu bila je pobjeda u Sjevernoafričkoj kampanji zajedno s Bernardom Montgomeryom.
Oslobodio je zapad Sicilije i došao do Palerma. Karijera mu je gotovo završila u kolovozu 1943. godine kada je ispljuskao dvojicu bolesnih vojnika, koji su za njega bili simulanti. Rekao je :"Ne postoji šok od granatiranja, to je zionistička izmišljotina."
Dana 23. studenog 1944. Metz pada u ruke SAD-a. Patton se te godine posvadio s Eisenhowerom zbog nesuglasica oko vojnih planova. Dana 9. prosinca 1945. Patton je doživio prometnu nesreću koja ga je ostavila paraliziranog. Patton je preminuo samo 12 dana nakon nesreće od plućne embolije u 60 godini života.